# Pottstemmer
Pottstemmer ist eine Hofschaft im Norden der bergischen Großstadt Wuppertal.

## Lage und Beschreibung
Die Hofschaft liegt im Norden des Wohnquartiers Dönberg im Stadtbezirk Uellendahl-Katernberg auf einer Höhe von 302 m ü. NHN an der Landesstraße 433 nahe der Stadtgrenze zu Velbert. Auf der anderen Seite der Landesstraße liegen die Hofschaft Weißenibach und der Wohnplatz Weißenhaus.
Weitere benachbarte Orte sind neben Dönberg die Wohnplätze und Hofschaften Weißenhaus, Weißenibach, Fettenberg, Busch, Neue Wiese, Am Strauch, Danz, Danzberg, Ibach, Schmiede, Grades, Jungenholz, Stürmann, Am Brass, Winterberg, Schell und Kloppwamms.
In der lokalen Mundart wurde der Ort auch als om groeten Fettenberg (= Am großen Fettenberg) bezeichnet.

## Geschichte
Im 19. Jahrhundert gehörte Pottstemmer zu den Außenortschaften der Bauerschaft und der Kirchengemeinde Dönberg in der Bürgermeisterei Hardenberg, die 1935 in Neviges umbenannt wurde. Damit gehörte es von 1816 bis 1861 zum Kreis Elberfeld und ab 1861 zum alten Kreis Mettmann. 
Im Gemeindelexikon für die Provinz Rheinland von 1888 werden ein Wohnhaus mit neun Einwohnern angegeben.
Mit der Kommunalreform von 1929 wurde der südliche Teil von Dönberg abgespalten und mit weiteren, außerhalb von Dönberg liegenden Nevigeser Ortschaften in die neu gegründete Stadt Wuppertal eingemeindet, der Rest Dönbergs mit Pottstemmer verblieb zunächst bei Neviges. Durch die nordrhein-westfälische Gebietsreform kam Neviges mit Beginn des Jahres 1975 zur Stadt Velbert und das restliche Dönberg wurde ebenfalls in Wuppertal eingemeindet.